# گرشاسپ‌نامه
گرشاسپ‌نامه یا گرشاسب‌نامه، منظومه‌ای حماسی است مشتمل بر ۸٬۸۳۹ بیت که به سرگذشت گرشاسپ، از پهلوانان اساطیری ایرانی می‌پردازد. گرشاسپ‌نامه را اسدی طوسی، در بارگاه ابودلف شیبانی، شاه نخجوان، به‌تشویق و توصیهٔ وزیر او، محمد حصنی، طی ۳ سال به‌نظم فارسی درآورده، در سال ۴۵۸ ه‍.ق به پایان برده و به این شاه تقدیم کرده است. این اثر کهن‌ترین منظومهٔ شناخته‌شده‌ای است که در استقبال از شاهنامهٔ فردوسی سروده‌شده و از جمله مهم‌ترین آثار حماسی به‌نظم درآمده در تاریخ ادبیات فارسی محسوب می‌شود. همانند شاهنامه در بحر متقارب مثمن محذوف نگاشته‌شده است.
منبع اسدی برای به‌نظم کشیدن داستان گرشاسپ مشخص نیست و او از منبعش تنها با عنوان «دهقان موبدنژاد» یادکرده است. شماری از پژوهشگران با توجه به شباهت‌های موجود میان روایت اسدی از زندگانی گرشاسپ، با آنچه که تاریخ سیستان در این‌باره آورده، این احتمال را داده‌اند که از آن‌جایی که مطالب آمده در تاریخ سیستان، برگرفته از شاهنامهٔ ابوالمؤید بلخی یا دست‌کم کتاب دیگری از وی، دربارهٔ گرشاسپ است، مرجع اسدی نیز باید همان اثر بوده باشد. پیرامون این موضوع البته ابهاماتی وجود دارد؛ یکی این‌که چکیدهٔ ارائه‌شده از زندگی گرشاسپ در تاریخ سیستان، با روایت ثبت‌شده در گرشاسپ‌نامه، علی‌رغم جنبه‌های مشترک بسیار، تفاوت‌هایی نیز دارد، دیگر این‌که تاریخ سیستان در روایت خلاصه‌وارش، منبعی را ذکر نکرده و تنها در بخش‌های دیگری از شاهنامهٔ ابوالمؤید بلخی و اثر احتمالی وی دربارهٔ گرشاسپ یادکرده است. کهن‌ترین مأخذی که به گرشاسپ‌نامهٔ اسدی اشاره داشته، لغت فرس، اثر دیگر شاعر است. پس از آن، مؤلف ناشناس کتاب مجمل التواریخ و القصص نیز از گرشاسپ‌نامه به‌عنوان یکی از منابع خود یادکرده است.
نظامی گنجوی در دیباچهٔ هفت‌پیکر، به قدرنشناسی سلطان محمود غزنوی نسبت به شاهنامهٔ فردوسی، و در مقابل، قدرشناسی ابودلف شیبانی نسبت به گرشاسپ‌نامهٔ اسدی چنین اشاره کرده است:
| نسبت عقربی است با قوسی  |  | بخل محمود بذل فردوسی      |
| اسدی را که بودلف بنواخت |  | طالع و طالعی به‌هم در ساخت |

## چکیدهٔ داستان
جمشید پس از شکست از ضحاک به زابلستان، و نزد شاه آن سرزمین با نام کورنگ پناه می‌برد. آن‌جا با دختر کورنگ پیوند زناشویی بسته و صاحب پسری به نام تور می‌شود. ضحاک با گذشت مدتی، از محل اختفای جمشید آگاه می‌شود و جمشید نیز به ناچار نخست به هند و پس از آن به چین می‌گریزد. سرانجام اما اسیر ضحاک می‌شود و به فرمان ضحاک، او را با اره به دو نیم می‌کنند. تور، پسر جمشید، پس از مدتی به پادشاهی زابلستان می‌رسد و مقام او در نسلش موروثی شده و پس از او به‌ترتیب شیدسپ، طورگ، شم و اثرط به پادشاهی می‌رسند. اثرط صاحب پسری پیل‌تن می‌شود که او را گرشاسپ نام می‌نهد. ضحاک، گرشاسپ را در ۱۴ سالگی دیده و از او می‌خواهد تا اژدهایی را از پا درآورد. گرشاسپ، اژدها را می‌کشد؛ و پس از آن از سوی ضحاک مأمور لشکرکشی به هند، برای سرکوب شخصی با نام بهو که علیه دست‌نشاندهٔ ضحاک با نام مهراج شورش‌کرده می‌شود.
در هند، گرشاسپ موفق به سرکوب بهو و کشتن او می‌شود. پس از آن به جزایر مختلف هند سفر کرده، و در آن جزایر با انواع جانوران عجیب‌الخلقه و پدیده‌های شگفت‌انگیز روبه‌رو می‌شود. همچنین به دیدار برهمنان هندی رفته و با آن‌ها به گفت‌وگوی فلسفی می‌نشیند. او به ایران بازمی‌گردد؛ اما در ادامه درگیر کارزارها و ماجراهایی در روم و آفریقا می‌شود که شباهتی قابل‌توجه، به ماجراهای هند دارد. وی، منهراس دیو را به‌بند می‌کشد، با دختر شاه روم ازدواج می‌کند، با برهمن رومی به گفت‌وگوی فلسفی پرداخته و مانند جزایر هند در غرب نیز شگفتی‌ها می‌بیند. هنگام بازگشت از مغرب‌زمین، فریدون، حکومت ضحاک را برانداخته و اثرط، پدر گرشاسپ نیز درمی‌گذرد. گرشاسپ از سوی فریدون به پادشاهی زابلستان رسیده، و در ادامه همراه نریمان، پسر برادرش (او در شاهنامه پسر گرشاسپ است) به جنگ با تورانیان و چینیان می‌پردازند. داستان گرشاسپ با مرگ او در ۷۳۳ سالگی به‌سبب پیری و با جانشینی نریمان به انتها می‌رسد.

## نسخه‌ها و تصحیح‌ها

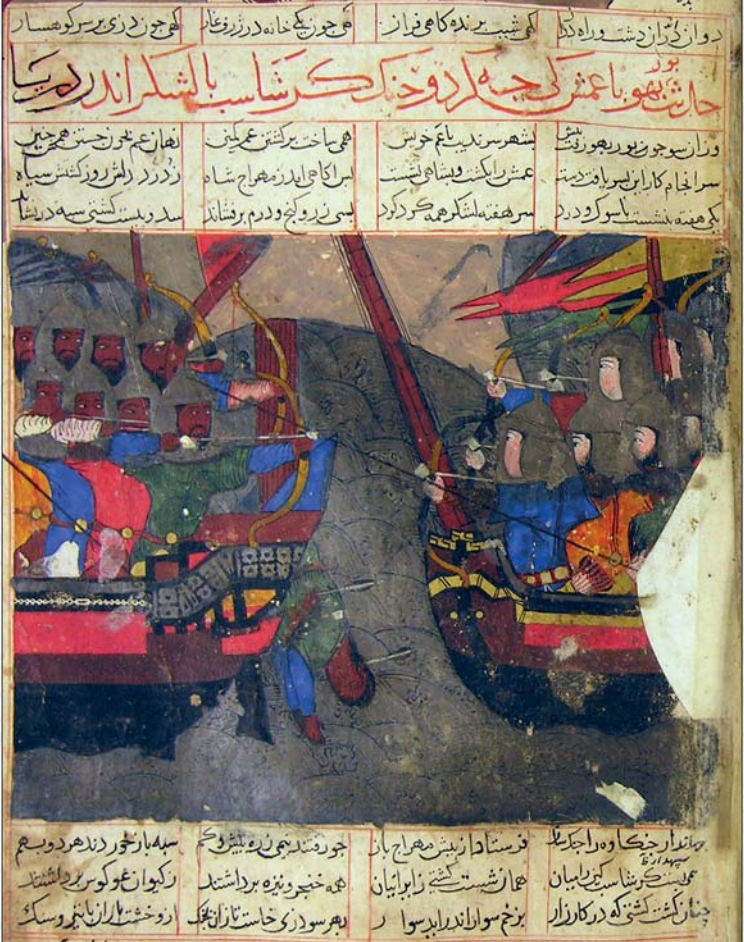
جنگ گرشاسپ با پسر بهو در کهن‌ترین نسخهٔ خطی شناخته‌شده از گرشاسپ‌نامه.

تا کنون ۳۹ دست‌نوشتهٔ کامل و ناقص از گرشاسپ‌نامه شناخته‌شده که ۷ عدد از این موارد، روایات کوتاه و بلندی از این منظومه هستند که در نسخه‌های گوناگون شاهنامه ادغام شده‌اند. تصحیح کاملی از گرشاسپ‌نامه برپایهٔ ۹ نسخهٔ خطی در سال ۱۳۱۷ ه‍.خ توسط حبیب یغمایی به‌سرانجام رسید. این تصحیح از نسخهٔ کاخ طوپقاپو (۷۵۵ ه‍.ق) که امروزه کهن‌ترین دست‌نویس شناخته‌شده از گرشاسپ‌نامه است، به‌سبب عدم آگاهی یغمایی از وجود آن بهره‌ای نگرفته، اما از نسخ کتابخانهٔ بریتانیا (۸۰۰ ه‍.ق) و مدرسهٔ سپهسالار (۸۶۰ ه‍.ق) که از نظر قدمت در جایگاه‌های دوم و سوم‌اند استفاده‌شده است. شمار ابیات گرشاسپ‌نامه در نسخه‌های کامل و کمابیش کامل از آن بین حدود ۷٬۰۰۰ تا حدود ۱۱٬۰۰۰ بیت متغیر است. در تنها تصحیح جامع این اثر، یعنی تصحیح یغمایی، این شمار ۸٬۸۳۹ بیت است. رضاقلی‌خان هدایت، از ادیبان دورهٔ قاجار که گزیده‌ای شامل ۱٬۷۰۰ بیت از گرشاسپ‌نامه را در مجمع‌الفصحاء آورده، پیرامون وضعیت این کتاب در روزگار خودش، این‌گونه آورده است که:
مخفی مباد که مثنوی گرشاسب‌نامهٔ حکیم اسدی کتابی کمیاب و غیر معروف بوده و درین عرض مدت بعضی کتاب دیباچهٔ آن را ترک کرده از آغاز رفتن جمشید به زابلستان تا انجام روزگار گرشاسب و نریمان و سام و آغاز جهان پهلوانی زال در ضمن بعضی شاهنامه‌ها ترکیب کرده‌اند و بر مردم بی‌تتبع، حقیقت آن آشکارا نبوده…
نخستین تصحیح علمی گرشاسپ‌نامه را کلمان هوار، خاورشناس اهل فرانسه، برپایهٔ چند نسخه و از جمله نسخهٔ سال ۸۰۰ ه‍.ق محفوظ در لندن آغاز کرد، ولی کار او با مرگش در سال ۱۹۲۶ و با تنها ۲٬۵۴۳ بیت تصحیح‌شده ناتمام ماند. این تصحیح یک ترجمهٔ فرانسوی نیز داشت که هانری ماسه آن را برپایهٔ تصحیح یغمایی در سال ۱۹۵۱ به‌سرانجام رساند. در ایران، غلامرضا رشید یاسمی، در ۱۳۰۶ ه‍.خ با استفاده از ۳ دست‌نویس گرشاسپ‌نامه، اقدام به‌نشر گلچینی با بیش از ۶۰۰ بیت از اشعار اخلاقی آن، با عنوان «اندرزنامهٔ اسدی طوسی» کرد. چاپ عکسی نسخهٔ خطی گرشاسپ‌نامه، محفوظ در کاخ طوپقاپو، در سال ۱۳۹۴ به‌اهتمام محمود امیدسالار و نادر مطلبی کاشانی منتشر شد.
محمد محیط طباطبایی با بررسی دیباچه و انجامهٔ نسخه‌های خطی گرشاسپ‌نامه، قائل به وجود دو تدوین از این اثر شده، یکی پیش از اقامت شاعر در دربار نخجوان، و زمانی که تصمیم گرفته، با تقلید از فردوسی به‌نظم گرشاسپ‌نامه بپردازد، و ظاهراً پس از تدوین نسخهٔ اولیه، آن را به شاهی ناشناس که دبیری به نام «دهخدا لؤلؤ» داشته، پیشکش کرده است؛ ویرایش نهایی هم برای شاه نخجوان و با ایجاد تغییراتی، از جمله حذف نام حامی پیشین اثر صورت گرفته است.

## ارزیابی‌ها

### تاریخی و فرهنگی

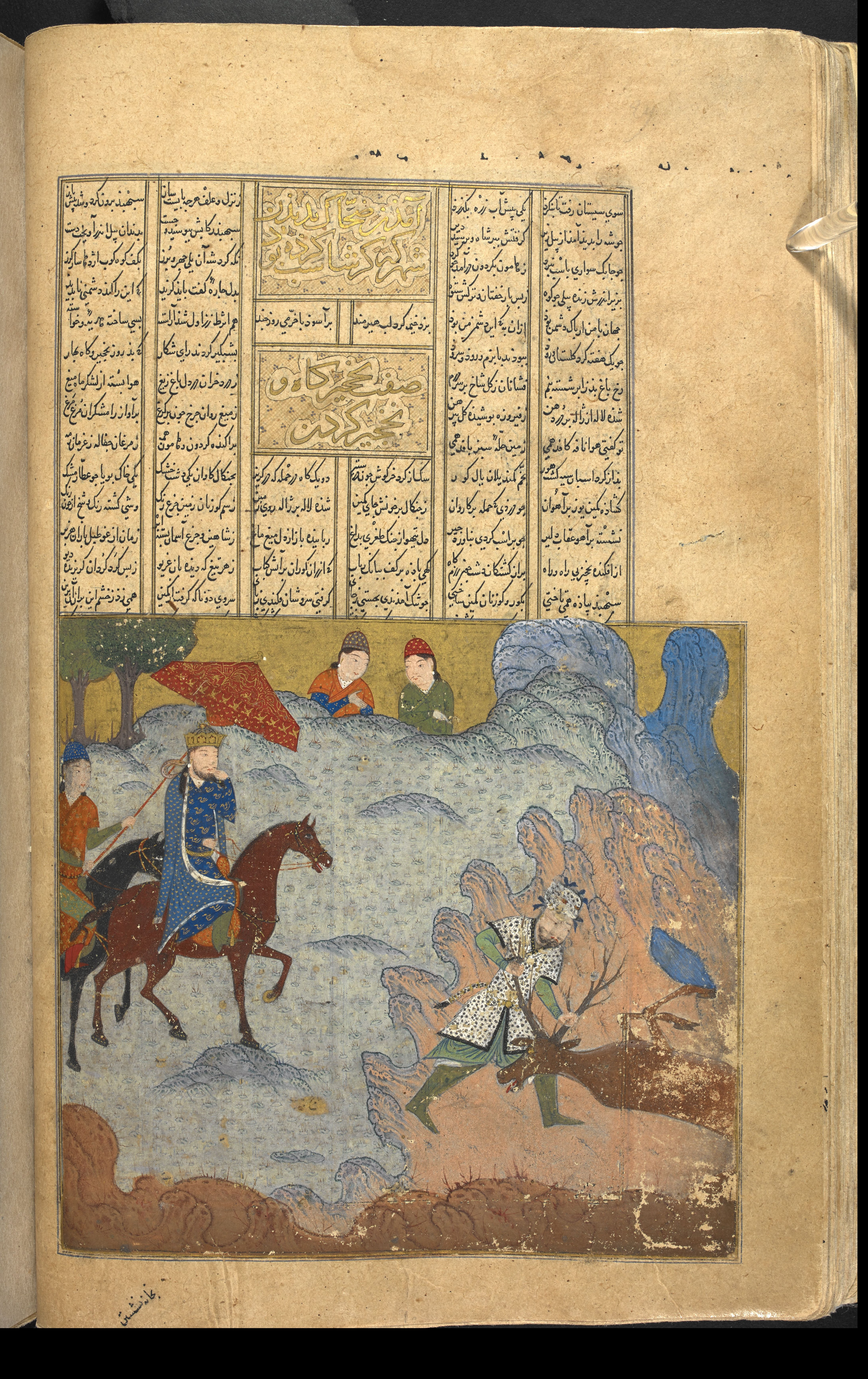
گرشاسپ در نخجیرگاه ضحاک، دست‌نوشتهٔ سال ۸۰۰ ه‍.ق گرشاسپ‌نامه، کتابخانهٔ بریتانیا.

گرشاسپ‌نامه، از جهت حفظ یکی از داستان‌های باستانی ایران که در شاهنامه به آن پرداخته‌نشده، دارای اهمیت بسیار است. اگرچه ریشهٔ داستان گرشاسپ بسیار کهن بوده و در اوستا نیز به آن پرداخته‌شده، بااین‌حال با گذر زمان این داستان از شکل اوستایی خود به‌مرور دور شد؛ به‌طوری‌که گرشاسپ کشندهٔ ضحاک (اژی‌دهاک) در روایت دینی زرتشتی تبدیل به سردار جنگی ضحاک در روایت حماسهٔ ملی گشت. بنابر ارزیابی جلال خالقی مطلق، بخش نخست روایت گرشاسپ‌نامه که به ماجراهای گرشاسپ در هند می‌پردازد، احتمالاً ریشه در رقابت مذهبی زرتشتیان و بوداییان در شرق ایران داشته، که بعدها از روی آن بخش دوم این روایت یعنی ماجراهای گرشاسپ در آفریقا، روم و توران ساخته‌شده است. برپایهٔ ارزیابی ذبیح‌الله صفا، داستان‌های مربوط به عجایب دیدن گرشاسپ در جزایر اقیانوس هند، ریشه در تصور ایرانیان قدیم از آن سرزمین‌ها داشته و حضور این داستان‌ها از بار حماسی اثر کاسته و به انسجام مطالبش نیز لطمه‌زده است. مواردی مانند یکی دانستن زرتشت و ابراهیم، یا خواندن خطبهٔ عقد جمشید و دختر شاه زابلستان به‌دست هود پیامبر، نشان می‌دهد که گرشاسپ‌نامه از تأثیر فرهنگ سامی نیز بی‌نصیب نمانده است.
گرایش‌های عمیق اسلامی و ضدشعوبی اسدی طوسی، سبب‌شده که به‌قول خالقی مطلق «گرشاسپ‌نامه از اندیشه‌های ژرف و احساسات گرم میهنی که در یک حماسهٔ ملی فرض است، بی‌بهره بماند»؛ ولی با این وجود، گرشاسپ‌نامه اشعار ایران‌گرایانه نیز دارد و این ۳ بیت که در جریان ستیز میان ایرانیان و چینیان آمده از آن جمله است:
| مزن زشت بیغاره ز ایران‌زمین   |  | که یک شهر از آن به ز ماچین و چین |
| از ایران جز آزاده هرگز نخاست |  | خرید از شما بنده هر کس که خواست  |
| ز ما پیشتان نیست بنده کسی    |  | و هست از شما بنده ما را بسی      |

هانری ماسه، سه عنصر توصیف سرزمین‌های شگفت‌انگیز، چیستان و گفت‌وگوهای فلسفی برگفته از فلسفهٔ یونان باستان درجریان داستان را وجوه تمایز گرشاسپ‌نامه از سایر حماسه‌های ایرانی دانسته است. ماسه این عناصر را افزوده‌های اسدی به داستان اصلی می‌دانست. وجود شباهت‌هایی میان حکایات عجایب در گرشاسپ‌نامه و مطالب عجایب الدنیا دراین‌باره، سبب ارائهٔ نظریه‌ای، دربارهٔ این‌که مأخذ هر دو، عجایب‌نامه‌ای منسوب به ابوالمؤید بلخی بوده، شود. در این‌باره که ابوالمؤید اساساً چنین اثری تألیف کرده البته ابهام وجود دارد. از دیدگاه ابوالفضل خطیبی، مطالب اخلاقی و اندرزی گرشاسپ‌نامه، به‌احتمال فراوان از اندرزنامه‌های پهلوی سرچشمه گرفته است. از دیدگاه مهرداد بهار، داستان گرشاسپ‌نامه عمیقاً متأثر از داستان‌های پهلوانی عامیانه است و پیوندی با اوستا و ادبیات پهلوی ندارد. از سوی دیگر، خالقی مطلق با برشمردن برخی شباهت‌های داستانی بین گرشاسپ‌نامه و منابع یادشده، آن‌ها را به‌هم مرتبط دانسته است.

### ادبی و زبانی
شماری از ادیبان متقدم مانند رضاقلی‌خان هدایت، گرشاسپ‌نامه را از نظر بلاغت برتر از شاهنامه دانسته‌اند. بنابر ارزیابی محمدرضا شفیعی کدکنی، اسدی طوسی در حوزهٔ به‌کاربردن تشبیه و استعاره بهتر از فردوسی عمل کرده، ولی گرشاسپ‌نامهٔ وی در دیگر زمینه‌ها اصولاً توانایی هماوردی با شاهنامه را ندارد. به‌باور شفیعی کدکنی، اسدی البته در به‌کاربردن تشبیه و استعاره راه افراط پیش گرفته و این مسئله از بار حماسی منظومهٔ او کاسته است. برپایهٔ ارزیابی محمود امیدسالار، گرشاسپ‌نامه پس از شاهنامه در جایگاه دوم از حیث شیوایی و فصاحت و پس از شاهنامه، بهمن‌نامه و کوش‌نامه در جایگاه چهارم از نظر هنر داستان‌سرایی بین حماسه‌های منظوم فارسی جا می‌گیرد. به‌نظر او، اسدی گاه آنقدر درگیر هنرنمایی‌های عروضی و بدیعی می‌شود که رشتهٔ داستان از دستش می‌رود. یک ویژگی برجسته در کار اسدی، گرایش او به طولانی کردن مطلب و توجه به جزئیات بدون اهمیت یا کم‌اهمیت در جریان داستان و در کل، پررنگ‌بودن نقش اطناب در منظومهٔ گرشاسپ‌نامه است. بدیع‌الزمان فروزانفر، سبک شعری اسدی در گرشاسپ‌نامه را بیشتر متأثر از شیوهٔ قصیده‌پردازانی چون عنصری دانسته است. بنابر ارزیابی فروزانفر و شفیعی کدکنی، اسدی از برخی مضامین اشعار شعرای عرب نیز در گرشاسپ‌نامه استفاده کرده است.
بنابر پژوهشی از منوچهر امیری، در گرشاسپ‌نامهٔ اسدی، جمعاً ۲۷۶ واژه با ریشهٔ عربی (بدون لحاظ تکرارها) به‌کاررفته است. او شمار واژگان عربی به‌کاررفته در هر ۱٬۰۰۰ بیت این اثر را به‌طور میانگین، ۲۶ واژه (بدون تکرارها) دانسته، و برای مقایسهٔ آن با شاهنامه، این شمار را در داستان رستم و سهراب ۵۸ واژه، و در گشتاسپ‌نامه ۵۷ واژه عنوان‌کرده است. تنوع و بسامد واژگان عربی در این اثر از دیدگاه خالقی مطلق، بیشتر از شاهنامه است. برپایهٔ برآورد خالقی در گرشاسپ‌نامه بیش از ۱۰۰ واژهٔ عربی وجود دارد، که در شاهنامه به‌کار نرفته است. از سوی دیگر، بیشتر واژه‌های عربی مشترک بین این دو منظومه، مانند «طمع»، «جزیره»، «غول»، «فتح» و «نُقل» در شاهنامه بیش از یک‌بار استفاده نشده‌اند، ولی در گرشاسپ‌نامه، چندین‌بار یا حتی به فراوانی به‌کار رفته‌اند. خالقی، با درنظرگرفتن اختلاف حجم این دو منظومه و در یک قیاس نسبی، واژگان عربی گرشاسپ‌نامه را به‌نسبت، ۲ برابر بیش از شاهنامه دانسته است.
در گرشاسپ‌نامه، شمار قابل‌توجهی واژهٔ کهن فارسی به‌کاررفته که بسیاری از آن‌ها امروزه دیگر منسوخ‌شده یا به‌ندرت به‌کار می‌روند. از جملهٔ این واژگان می‌توان به «آخشیج (ضد)»، «آغار (رطوبت)»، «هَزاک (نادان)»، «دَربا (حاجت)» و «کَپی (میمون)» اشاره کرد. بنابر ارزیابی فروزانفر، بسیاری از این واژگان حتی در اشعار اواخر سدهٔ پنجم و سدهٔ ششم ه‍.ق هم به‌ندرت به‌کار رفته‌اند. او افزوده که چنین واژگانی کمتر در شاهنامه به‌کاررفته و وجود آن‌ها در اثر اسدی تا حدودی به شیوایی و فصاحت آن ضربه‌زده است.